# Герб Лучистого
Герб Лучистого — офіційний символ села Лучисте (Алуштинської міської ради АРК), затверджений рішенням Лучистівської сільської ради від 18 січня 2008 року.

## Опис герба
У синьому полі з відділеної ламано зеленої основи виходить золоте сонце з променями, в яких летить срібна голубка і тримає з лапах зламаний меч.